# أزمة منتصف العمر السياسية
أزمة منتصف العمر السياسية هي نقطة تحول أو لحظة فاصلة في حظوظ كيان الحكم مثل الإمبراطورية أو الأمة أو العصبة أو الحزب السياسي أو التحالف الدولي. طور المفكر العربي ابن خلدون (1332-1406) هذا المفهوم لأول مرة، إذ قارن انتكاس وضع الفرد بعد بلوغه سن الأربعين، مع الانتكاس المستقر الذي يحدث في عهد السلالة الحاكمة. في الآونة الأخيرة، استخدم العالم السياسي جوشوا إس غولدستين هذا المفهوم في كتابه الذي صدر عام 1988، «دورات طويلة: الازدهار والحرب في العصر الحديث».
تحدث أزمة منتصف العمر السياسية بعد عصر ذهبي طويل من التوسعية، التفاؤل، التقدم الاقتصادي، الفتح، أو أي إنجاز آخر، وعادةً ما تتميز بهجمات أو تهديدات ضد قوة منافسة. تُصد الهجمات بقوة، وتنتهي بمأزق سياسي أو بهزيمة.
توازي أزمة منتصف العمر السياسية «أزمة منتصف العمر» التي تصيب شخصًا في منتصف العمر وتؤثر على هويته وثقته بنفسه، والتي تنجم عن الشيخوخة أو حالة وفاة وأي مشاكل ملحوظة في التحصيل الحياتي. تستخدم أزمة منتصف العمر السياسية مفاهيمًا مثل «الكائن الاجتماعي» و«الجهاز السياسي»، والتي تنظر إلى مجتمع بشري كامل ككائن حي فريد وصخم.

## تاريخ المفهوم
وضع ابن خلدون، في كتابه مقدمة ابن خلدون (1377)، نظرية عامة لصعود وسقوط الأنظمة. يؤسس الفاتح الذي لا يرحم وصاحب «الشخصية الصحراوية» سلالة حاكمة جديدة. على مدى عدة سنوات، تتمكن السلطة الملكية والعصبية (التماسك الاجتماعي) من «التوسع إلى أقصى حد». ثم تصل إلى نقطة تحول كما يحدث في حياة الفرد. حسب ابن خلدون، عندما يصل الرجل إلى سن الأربعين، يتوقف عن النمو بشكل طبيعي، ثم يبدأ بالانتكاس وينطبق الأمر نفسه على ثقافة الحضارة المستقرة. تعزز ثقافة الأسرة الجديدة المستقرة حب الرفاهية والفخامة. تزداد الضرائب على المواطنين ويكتسبون «عادة التبعية». يدمر الحكام حقوق الملكية ويصبحون ضعفاء ومحتالين ومنقسمين. أخيرًا، بعد ثلاثة أجيال - أي ما يعادل عمر الإنسان - تصبح السلالة الحاكمة «هرمة وقسرية». قد يحدث «بزوغ مشرق أخير للقوة»، لكن انهيار السلالة أمر لا مفر منه. ثم تتولى سلالة جديدة الحكم وتستمر الدورة. يقول ابن خلدون: «هذا الهرم مرض مزمن لا يمكن علاجه، لأنه شيء طبيعي».
في عام 1988، قدم جوشوا إس غولدستين مفهوم أزمة منتصف العمر السياسية في كتابه عن «نظرية الدورة الطويلة»، بعنوان دورات طويلة: الازدهار والحرب في العصر الحديث، والذي يطرح أربعة أمثلة على العملية:
- الإمبراطورية البريطانية وحرب القرم (1853-1856): بعد قرن من إطلاق بريطانيا الناجح للثورة الصناعية، وبعد طفرة السكك الحديدية البريطانية التالية في 1815-1853، هاجمت بريطانيا، في حرب القرم، الإمبراطورية الروسية، التي كانت تُعتبر تهديدًا للهند البريطانية وطرق التجارة في شرق البحر المتوسط إلى الهند. سلطت حرب القرم الضوء على الأوضاع السيئة ضمن أركان الجيش البريطاني، والتي تمت معالجتها بعد ذلك، وركزت بريطانيا على التوسع الاستعماري ولم تشارك في الحروب الأوروبية حتى اندلاع الحرب العالمية الأولى في عام 1914.
- الإمبراطورية الألمانية (الرايخ الثاني) والحرب العالمية الأولى (1914-1918): في عهد المستشار أوتو فون بسمارك، توحدت ألمانيا بين عامي 1864 و1871، ثم شهدت توسعًا صناعيًا وعسكريًا واستعماريًا دام 40 عامًا. في عام 1914 كان من المفترض أن يتبع خطة شليفن لغزو فرنسا في ثمانية أسابيع إخضاع الإمبراطورية الروسية، لتصبح ألمانيا سيدة أوروبا الوسطى. في هذا الحدث، قاتلت فرنسا وبريطانيا وروسيا والولايات المتحدة ألمانيا، وانتهت الحرب بهزيمة فادحة لألمانيا وبتسوية سلام مذلة في معاهدة فرساي (1919) وإنشاء جمهورية فايمار غير المستقرة في ألمانيا (1919-1933)، ما هيّأ لاندلاع للحرب العالمية الثانية.
- الاتحاد السوفيتي وأزمة صواريخ كوبا (1962): ازدهرت الصناعة في الاتحاد السوفيتي بشكل سريع تحت الحكم المطلق لجوزيف ستالين، وبعد الحرب العالمية الثانية، أصبح الاتحاد السوفيتي قوة نووية عظمى منافسة للولايات المتحدة. في عام 1962، عمل رئيس الوزراء السوفيتي نيكيتا خروتشوف، عازمًا على ضمان التكافؤ الاستراتيجي مع الولايات المتحدة، سراً وبدعم من فيدل كاسترو، على شحن الصواريخ النووية إلى كوبا التي يرأسها كاسترو، على بعد 70 ميلاً من ولاية فلوريدا الأمريكية. حاصر الرئيس الأمريكي جون كينيدي جزيرة كوبا وأجرى مفاوضات لإزالة الصواريخ السوفيتية من كوبا (مقابل الإزالة اللاحقة للصواريخ الأمريكية من تركيا).
- الولايات المتحدة وحرب فيتنام (1955-1975): خلال الحرب العالمية الثانية وما تلاها من فترة ما بعد الحرب، وسّعت الولايات المتحدة بشكل كبير قدراتها العسكرية والصناعية. بعد هزيمة فرنسا، التي تلقت دعمًا ماليًا من الولايات المتحدة، في فيتنام في عام 1954 وتقسيم البلد مؤقتًا إلى شمال فيتنام وجنوب فيتنام بموجب اتفاقيات جنيف لعام 1954؛ وعندما اندلعت الحرب بين الشمال والجنوب نتيجة رفض رئيس جنوب فيتنام نغو دينه ديم السماح بإجراء انتخابات فيتنام في عام 1956 كما هو منصوص عليه في اتفاقيات جنيف، دعمت الولايات المتحدة المعادية للشيوعية جنوب فيتنام ماديًا في الحرب الباردة بالوكالة وسمحت لنفسها إلى حد ما بالانضمام إلى حرب جنوب فيتنام الخاسرة ضد شمال فيتنام الشيوعية وحركة فيت كونغ التي هاجمت جنوب فيتنام. في النهاية، بعد هزيمة جنوب فيتنام والولايات المتحدة، ثبت أن الاعتقاد السائد للولايات المتحدة بأن هزيمة جنوب فيتنام ستؤدي إلى تحول بقية منطقة الهند الصينية إلى بلاد «شيوعية» (كما تفترض «نظرية الدومينو» في الولايات المتحدة) هو اعتقاد ثبت خطئه.[6]